# Подлозник
Подлозник (на сръбски: Подлозник) е село в Босна и Херцеговина, разположено в община Пале, в ентитета на Република Сръбска. Населението му според преброяването през 2013 г. е 11 души, от тях: 6 (54,54 %) сърби и 5 (45,45 %) бошняци.

## Население
Численост на населението според преброяванията през годините:
- 1961 – 143 души
- 1971 – 73 души
- 1981 – 65 души
- 1991 – 40 души
- 2013 – 11 души